# Kokichi Kimura
Kokichi Kimura (木村 浩吉 Kimura Kokichi?, nacido el 12 de julio de 1961 en Aichi) es un exfutbolista japonés que se desempeñaba como delantero y entrenador.

## Clubes

### Como futbolista
| Club          | País  | Año         |
| ------------- | ----- | ----------- |
| Nissan Motors | Japón | 1985 - 1991 |

### Como entrenador
| Club                        | País  | Año         |
| --------------------------- | ----- | ----------- |
| Yokohama F. Marinos         | Japón | 2008 - 2009 |
| Selección de fútbol de Laos | Laos  | 2012 - 2014 |